# الدیا ریل
الدیا ریل (به اسپانیایی: Aldea Real) یک شهرستان در اسپانیا است که در سگبیا واقع شده‌است.